# 达雷尔·阿瑟

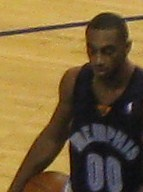
达雷尔·阿瑟

达雷尔·安特万·阿瑟（英語：Darrell Antwonne Arthur，1988年3月25日—），美国职业篮球运动员，现為自由球員。亚瑟身高2米06，场上位置大前锋或小前锋。
阿瑟出生于达拉斯，大学时效力于NCAA堪萨斯大学队，并率队在2008年夺得了NCAA总冠军。此后，他参加了2008年NBA选秀，在第一轮第27位被新奥尔良黄蜂队选中，但经过三次交易后，最终落脚于孟菲斯灰熊队。